# فيوليت باول
فيوليت باول (بالإنجليزية: Violet Powell)‏ هي كاتبة سير وكاتِبة أيرلندية، ولدت في 13 مارس 1912 في ماي فير في المملكة المتحدة، وتوفيت في 12 يناير 2002.